# 皮德利普基
50°3′54″N 25°23′1″E / 50.06500°N 25.38361°E
皮德利普基（烏克蘭語：Підлипки），是烏克蘭西北部的村莊，隸屬里夫內州的杜布諾區。該村始建於1535年，面積0.8平方公里，海拔高度251米，2023 （页面存档备份，存于）年人口313，人口密度每平方公里467人。